# Museo Casa Xalapa
El Museo Casa Xalapa, es un museo dedicado a promover la historia de la capital veracruzana, mediante sus exposiciones, las cuales invitan a sus visitantes a conocer la historia del Estado de Veracruz desde la época prehispánica hasta nuestros días. 
Al museo también se le conoce como "Museo de la Ciudad" o "MUXA", y fue inaugurado el 15 de diciembre de 2007, y fue reinaugurado en el año 2016 por remodelación museográfica. 

## Antecedentes
El actual espacio antes fue un convento de San Francisco el cual conserva su estructura arquitectónica colonial.

## Salas
Considerado un museo de "segunda generación" por la integración de tecnología digital por sus salas 8 en las que se narra la forma del desarrollo en comercio, las actividades sociales, los movimientos de revolución desde su contexto y su actual explosión de manifestaciones culturales. 
Las salas con las que cuenta, son:
1. Geográfica
2. Prehispánica
3. Virreinal
4. Las Ferias
5. Independiente
6. Ateniense
7. Posrevolucionaria
8. Cocina Xalapeña

## Ubicación
Se encuentra ubicado en la Calle J. J. Herrera, en la Zona Centro de la ciudad. El recinto se encuentra a un costado de la Pinacoteca Diego Rivera
Permanece abierto de martes a domingo de 10 a 19 horas.